# کلرودی‌فلورومتان
کلرودی‌فلورومتان یا R22a (به انگلیسی: Chlorodifluoromethane) با فرمول شیمیایی CHClF۲ یک ترکیب شیمیایی با شناسه پاب‌کم ۶۳۷۲ است. که جرم مولی آن 86.47 g/mol می‌باشد. شکل ظاهری این ترکیب، گاز بی‌رنگ است.

## طریقه استفاده
از این گاز برای برودت(سرمایش) استفاده می‌شود و مایع مبرد رایج در کولر های پنجره ایی و اسپلیت است.